# Haakapainiži
L'Haakapainiži (conosciuto anche come Aatakapitsi in lingua Chemehuevi) è una creatura del folclore Kawaiisu, descritto come uno spirito o come un orco. È in grado di assumere le sembianze di una gigantesca cavalletta con due bastoni e una cesta sul dorso, di un uomo anziano o di uno sciame di cavallette. Lo spirito canta e usa dolci parole per incantare i bambini, infilandoli nella sua cesta quando questi abbassano la guardia. Una volta catturati, i bambini vengono portati alla tana del mostro, dove verranno divorati.